# Герб Меаляди
Ге́рб Меаля́ди — офіційний символ міста Меаляда, Португалія. Використовується як територіальний герб. У срібному щиті дуб натурального кольору, що росте на землі. Обабіч нього два пурпурові виноградні грона із зеленим листям. Щит увінчує срібна мурована міська корона з п'ятьма вежами.  Під щитом біла стрічка, на якій великими літерами напис португальською: «Mealhada» (Меаляда).  Офіційно затверджений 25 квітня 1956 року.  

## Галерея

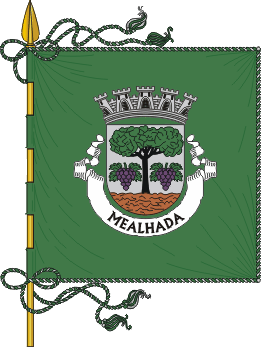
Прапор